# 쉬안화현
쉬안화현(한국어: 선화현, 중국어: 宣化县, 병음: Xuānhuà Xiàn)은 중화인민공화국 허베이성 장자커우 시의 행정구역이다. 넓이는 2095km2이고, 인구는 2007년 기준으로 300,000명이다.

## 행정 구역
9개 진, 5개 향을 관할한다.
- 진: 洋河南镇, 深井镇, 崞村镇, 沙岭子镇, 姚家房镇, 大仓盖镇, 贾家营镇, 顾家营镇, 赵川镇.
- 향: 王家湾乡, 塔儿村乡, 江家屯乡, 东望山乡, 李家堡乡.